# Deformación
La deformación es un proceso físico de cambio de forma o volumen de un sólido deformable. El término también se aplica a cualquier medida cuantitativa que cuantifique ese cambio de forma o volumen. En casos simples la deformación es una medida del estiramiento o acortamiento de una longitud física, en casos más complejos como el cambio de forma de un cuerpo tridimensional se usa alguna forma de tensor de deformación. Las medidas de deformación permiten determinar el trabajo físico de deformación que típicamente se acumula dentro del cuerpo en forma de energía de deformación y es usado para determinar el estado interno de un cuerpo o si se produce falla elástica, rotura o algún tipo de deformación irreversible.

## Medidas de la deformación

### Deformación unidimensional
La magnitud más simple para medir la deformación es lo que en ingeniería se llama deformación axial o deformación unitaria.  Se define como el cambio de longitud por unidad de longitud:

(*)de la misma magnitud
{\displaystyle e\ ={\frac {\Delta s}{s}}={\frac {s'-s}{s}}}

Donde {\displaystyle s} es la longitud inicial de la zona en estudio y {\displaystyle s'} la longitud final o deformada. Es útil para expresar los cambios de longitud de un cable o un prisma mecánico. La deformación calculada de acuerdo a (*) se llama deformación ingenieril. En la práctica se pueden usar otras medidas relacionadas con estas como el estiramiento:

{\displaystyle \lambda ={\frac {s'}{s}}=1+e}

La deformación axial logarítmica o deformación de Hencky que se define como:

{\displaystyle \varepsilon _{H}=\ln(\lambda )=\ln(1+e)}

La deformación de Green-Lagrange viene dada por:

{\displaystyle \varepsilon _{G}={\frac {1}{2}}(\lambda ^{2}-1)={\frac {(1+e)^{2}-1}{2}}=e+{\frac {e^{2}}{2}}={\frac {\exp(2\varepsilon _{H})-1}{2}}}

La deformación de Euler-Almansi viene dada por:

{\displaystyle \varepsilon _{E}={\frac {1}{2}}\left(1-{\frac {1}{\lambda ^{2}}}\right)={\frac {1+e/2}{1+e}}e={\frac {1-\exp(-2\varepsilon _{H})}{2}}}

### Deformación de un cuerpo
En la mecánica de sólidos deformables la deformación puede tener lugar según diversos modos y en diversas direcciones, y puede además provocar distorsiones en la forma del cuerpo, en esas condiciones la deformación de un cuerpo se puede caracterizar por un tensor (más exactamente un campo tensorial) de la forma:

{\displaystyle [D]={\begin{pmatrix}\varepsilon _{11}&\varepsilon _{12}&\varepsilon _{13}\\\varepsilon _{21}&\varepsilon _{22}&\varepsilon _{23}\\\varepsilon _{31}&\varepsilon _{32}&\varepsilon _{33}\end{pmatrix}}}

Donde cada una de las componentes de la matriz anterior, llamada tensor deformación representa una función definida sobre las coordenadas del cuerpo que se obtiene como combinación de derivadas del campo de desplazamientos de los puntos del cuerpo.

## Deformaciones elástica, plástica y rotura.
Tanto para la deformación unitaria como para el tensor deformación se puede descomponer el valor de la deformación en:
- Deformación plástica, irreversible o permanente. Modo de deformación en que el material no regresa a su forma original después de retirar la carga aplicada. Esto sucede porque, en la deformación plástica, el material experimenta cambios termodinámicos irreversibles al adquirir mayor  energía potencial elástica. La deformación plástica es lo contrario a la deformación reversible.
- Deformación elástica, reversible o no permanente, el cuerpo recupera su forma original al retirar la fuerza que le provoca la deformación. En este tipo de deformación, el sólido, al variar su estado tensional y aumentar su energía interna en forma de energía potencial elástica, solo pasa por cambios termodinámicos reversibles.

•Deformación por rotura,ocurre cuando el material se fractura o rompe debido a una fuerza excesiva.
Comúnmente se entiende por materiales elásticos, aquellos que sufren grandes elongaciones cuando se les aplica una fuerza, como la goma elástica que puede estirarse sin dificultad recuperando su longitud original una vez que desaparece la carga. Este comportamiento, sin embargo, no es exclusivo de estos materiales, de modo que los metales y aleaciones de aplicación técnica, piedras, hormigones y maderas empleados en construcción y, en general, cualquier material, presenta este comportamiento hasta un cierto valor de la fuerza aplicada; si bien en los casos apuntados las deformaciones son pequeñas, al retirar la carga desaparecen.
Al valor máximo de la fuerza aplicada sobre un objeto para que su deformación sea elástica se le denomina límite elástico y es de gran importancia en el diseño mecánico, ya que en la mayoría de aplicaciones es este y no el de la rotura, el que se adopta como variable de diseño (particularmente en mecanismos). Una vez superado el límite elástico aparecen deformaciones plásticas (que son permanentes tras retirar la carga) comprometiendo la funcionalidad de ciertos elementos mecánicos.

## Conceptos relacionados

### Desplazamientos
Cuando un medio continuo se deforma, la posición de sus partículas materiales cambia de ubicación en el espacio. Este cambio de posición se representa por el llamado vector desplazamiento, u = (ux, uy, uz). No debe confundirse desplazamiento con deformación, porque son conceptos diferentes aunque guardan una relación matemática entre ellos:

{\displaystyle \varepsilon _{ij}={1 \over 2}\left({\partial u_{i} \over \partial x_{j}}+{\partial u_{j} \over \partial x_{i}}+\sum _{k}{\partial u_{k} \over \partial x_{i}}{\partial u_{k} \over \partial x_{j}}\right)\approx {1 \over 2}\left({\partial u_{i} \over \partial x_{j}}+{\partial u_{j} \over \partial x_{i}}\right)}

donde {\displaystyle \varepsilon _{ij}} son las componentes del tensor deformación de Green-Lagrange. La diferencia entre deformación y desplazamiento puede ilustrarse considerando un voladizo o ménsula empotrada en un extremo y libre en el otro, las deformaciones son máximas en el extremo empotrado y cero en el extremo libre, mientras que los desplazamientos son cero en el extremo empotrado y máximos en el extremo libre.

### Energía de deformación
La deformación es un proceso termodinámico en el que la energía interna del cuerpo acumula energía potencial elástica. A partir de unos ciertos valores de la deformación se pueden producir transformaciones del material y parte de la energía se disipa en forma de plastificado, endurecimiento, fractura o fatiga del material.